# Semiothisa sanfordi
Semiothisa sanfordi là một loài bướm đêm trong họ Geometridae.